# Турмалин (общественичка)
Турмалин (на английски: Tourmaline), с рождено име Рейна Госет (Reina Gossett), е американска общественичка.
Родена е на 20 юли 1983 година в Бостън в семейство на треньор по бойни изкуства и синдикалистка. Получава бакалавърска степен по сравнителни етнически изследвания в Колумбийския университет.
След това участва в кампании за икономическа справедливост, премахване на затворите и срещу дискриминацията на трансджендър хората. Става известна с няколко документални филма, които продуцира.